# Kalifornij
Kalifornij je kemični element, srebrno sijajna kovina. Rad reagira. Ima malo kritično maso. Ime je dobil ime po Kaliforniji.